# Mirco Bertolina
Mirco Bertolina (* 11. Mai 1991 in Sondalo) ist ein ehemaliger italienischer Skilangläufer.

## Werdegang
Bertolina, der für den Centro Sportivo Carabinieri startete, nahm im Dezember 2008 in Alta Badia erstmals am Skilanglauf-Alpencup teil und belegte dabei den 110. Platz über 10 km klassisch und den 89. Rang im Sprint. In der Saison 2011/12 lief er im Alpencup mit sechs Top-Zehn-Platzierungen auf den 17. Platz in der Gesamtwertung. Dabei erreichte er im März 2012 in Toblach mit dem dritten Platz über 3,3 km Freistil seine erste Podestplatzierung im Alpencup. Bei den U23-Weltmeisterschaften 2012 in Erzurum errang er den zehnten Platz im Sprint. Im folgenden Jahr kam er auf den 15. Platz in der Gesamtwertung des Alpencups und bei den U23-Weltmeisterschaften in Liberec auf den 25. Platz im Skiathlon und auf den 19. Rang über 15 km Freistil. In der Saison 2013/14 erreichte er im Alpencup mit fünf Platzierungen unter den ersten Zehn in den Einzelrennen, darunter Platz drei im Sprint im Chamonix den 11. Platz in der Gesamtwertung. Zudem wurde er in Oberwiesenthal Dritter mit der Staffel. Bei den U23-Weltmeisterschaften 2014 im Val di Fiemme gelangen ihn der 40. Platz im Skiathlon und der 27. Rang im Sprint. Sein Debüt im Skilanglauf-Weltcup hatte er im Dezember 2015 in Toblach, das er auf dem 68. Platz im Sprint beendete. Im Jahr 2016 gewann er den Gsieser-Tal-Lauf über 42 km Freistil. Im Februar 2017 errang er beim Alpencup in Zwiesel den dritten Platz im Sprint. Bei der Tour de Ski 2017/18,.die er auf dem 33. Platz beendete, holte er mit der achtzehntschnellsten Zeit bei der Abschlussetappe im Val di Fiemme seine ersten Weltcuppunkte. Dies ist zugleich seine beste Platzierung im Weltcupeinzel. Bei den Olympischen Winterspielen 2018 in Pyeongchang lief er auf den 44. Platz über 15 km Freistil und auf den 40. Rang im Sprint. Im folgenden Jahr belegte er bei den nordischen Skiweltmeisterschaften in Seefeld in Tirol den 52. Platz im 50-km-Massenstartrennen. Bei der Tour de Ski 2021 errang er den 42. Platz und nahm dabei letztmals am Weltcup teil.